# 埼玉県道152号加須幸手線バイパス

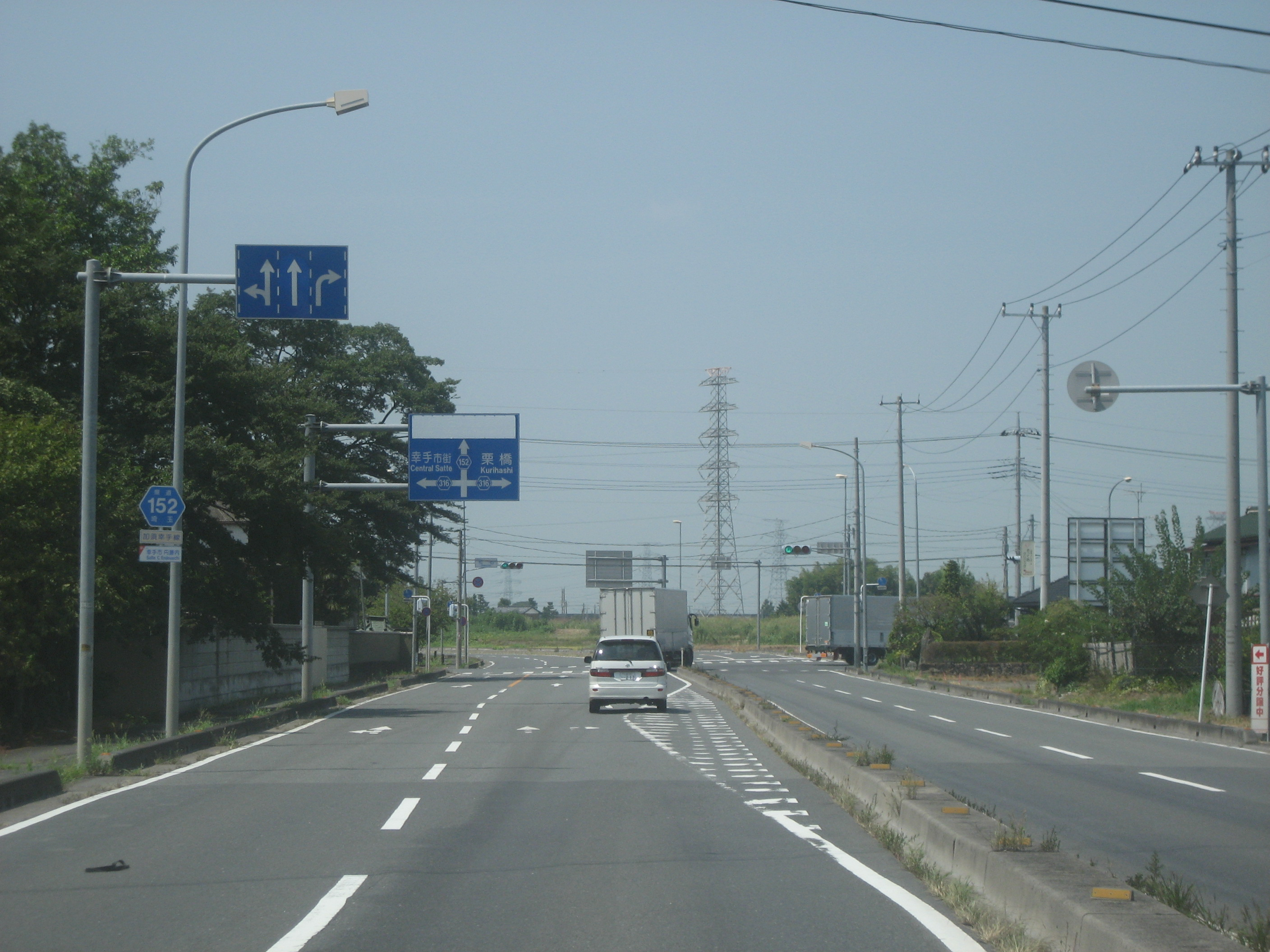
埼玉県幸手市円藤内付近

埼玉県道152号加須幸手線バイパス（さいたまけんどう152ごう かぞさってせんバイパス）は、埼玉県久喜市から、埼玉県幸手市の国道4号に至る、埼玉県道152号加須幸手線のバイパス道路である。

## 概要
都市計画では、久喜市から加須市鳩山町・大桑を抜け、東北自動車道加須インターチェンジの東側に位置する国道125号との加須流通団地交差点まで延伸される予定である。
大桑小脇から加須流通団地交差点までの約1 kmと、加須市鳩山町付近の1 km弱は市道として供用済みである。こちらも4車線（一部暫定2車線）となっている。
2010年（平成22年）8月29日には、久喜市八甫地内での1 kmが開通した。
現在、久喜市 - 幸手市間はこちらのバイパスが現道になっており、加須市内の区間が開通すれば、国道125号から埼玉県道371号下吉羽幸手線や埼葛広域農道を経由して、加須市から吉川市の県東部の南北が一本の幹線道路として結ばれ、渋滞の頻発する国道4号や国道16号を経由せずに野田市方面へ向かうことができるようになる。

### 路線データ
- 起点：埼玉県久喜市八甫 八甫交差点
- 終点：埼玉県幸手市内国府間 権現堂桜堤交差点
- 延長：5,920 m（供用区間3,634 m）
- 幅員：22 m
- 車線：4車線（開通区間）

## 地理

### 交差する道路と鉄道
- 埼玉県道3号さいたま栗橋線（八甫交差点、起点）
- JR東北本線（■宇都宮線）（八甫跨線橋）
- 埼玉県道316号阿佐間幸手線（松石交差点）
- 東武日光線（高須賀跨線橋）
- 国道4号・埼玉県道371号下吉羽幸手線（権現堂桜堤交差点、終点）